# Ce vrăji a mai făcut nevasta mea
Ce vrăji a mai făcut nevasta mea (în engleză Bewitched) este un serial american de televiziune fantasy sitcom care a fost difuzat inițial timp de opt sezoane pe ABC, între 17 septembrie 1964 și 25 martie 1972. :95 Este vorba despre o vrăjitoare care se căsătorește cu un muritor obișnuit și jură că va duce viața unei gospodine tipice din suburbii. Serialul a fost foarte popular, clasificându-se pe locul doi în SUA în timpul primului său sezon, rămânând în primele zece sezoane în primele trei sezoane și clasându-se pe locul unsprezece în sezoanele patru și cinci. Serialul continuă să fie urmărit în întreaga lume prin redifuzare și pe suporturi înregistrate.
Ce vrăji a mai făcut nevasta mea a fost creat de Sol Saks⁠(d) sub conducerea producătorului executiv Harry Ackerman⁠(d). În rolurile principale au interpretat: Elizabeth Montgomery ca Samantha Stephens; Dick York (1964–1969) ca Darrin Stephens, soțul ei (Dick Sargent l-a înlocuit pe York care era bolnav în ultimele trei sezoane, 1969–1972); Agnes Moorehead ca Endora, mama Samantei; David White ca Larry Tate, șeful lui Darrin; Irene Vernon⁠(d) (1964–1966) și mai târziu Kasey Rogers⁠(d) (1966–1972)  ca  Louise Tate, soția lui Larry; Alice Pearce⁠(d) (1964–1966) ca Gladys Kravitz; George Tobias⁠(d) (1964–1971) ca soțul ei, Abner Kravitz; și Erin Murphy⁠(d) (1966–1972) ca Tabitha Stephens (ea a împărțit acest rol timp de 18 episoade cu sora ei geamănă, Diane Murphy). În 1966, Sandra Gould⁠(d) a preluat rolul lui Gladys Kravitz (1966–1971) după ce Alice Pearce⁠(d) a decedat. În alte roluri au interpretatMaurice Evans ca Maurice, tatăl Samantei; Marion Lorne⁠(d) ca mătușa Clara a Samantei (1964–1968); Alice Ghostley în rolul Esmeraldei, dădaca Samantei (1969–1972); Paul Lynde ca unchiul Arthur al Samantei (1965–1971); Mabel Albertson⁠(d) ca mama lui Darrin, Phyllis Stephens (1964–1971); și Robert F. Simon⁠(d) și Roy Roberts⁠(d) alternând rolul lui Frank Stephens, tatăl lui Darrin (1964–1971).
Hanna-Barbera a produs genericul animat de la începutul și sfârșitul fiecărui episod. În 2002, Ce vrăji a mai făcut nevasta mea s-a clasat pe locul 50 în lista cu „cele mai bune 50 de seriale din toate timpurile” a revistei TV Guide. În 1997, aceeași revistă a clasat episodul din sezonul 2 „Divided He Falls” pe locul 48 în lista  revistei TV Guide cu „cele mai bune 100 de episoade din toate timpurile”.

## Prezentare

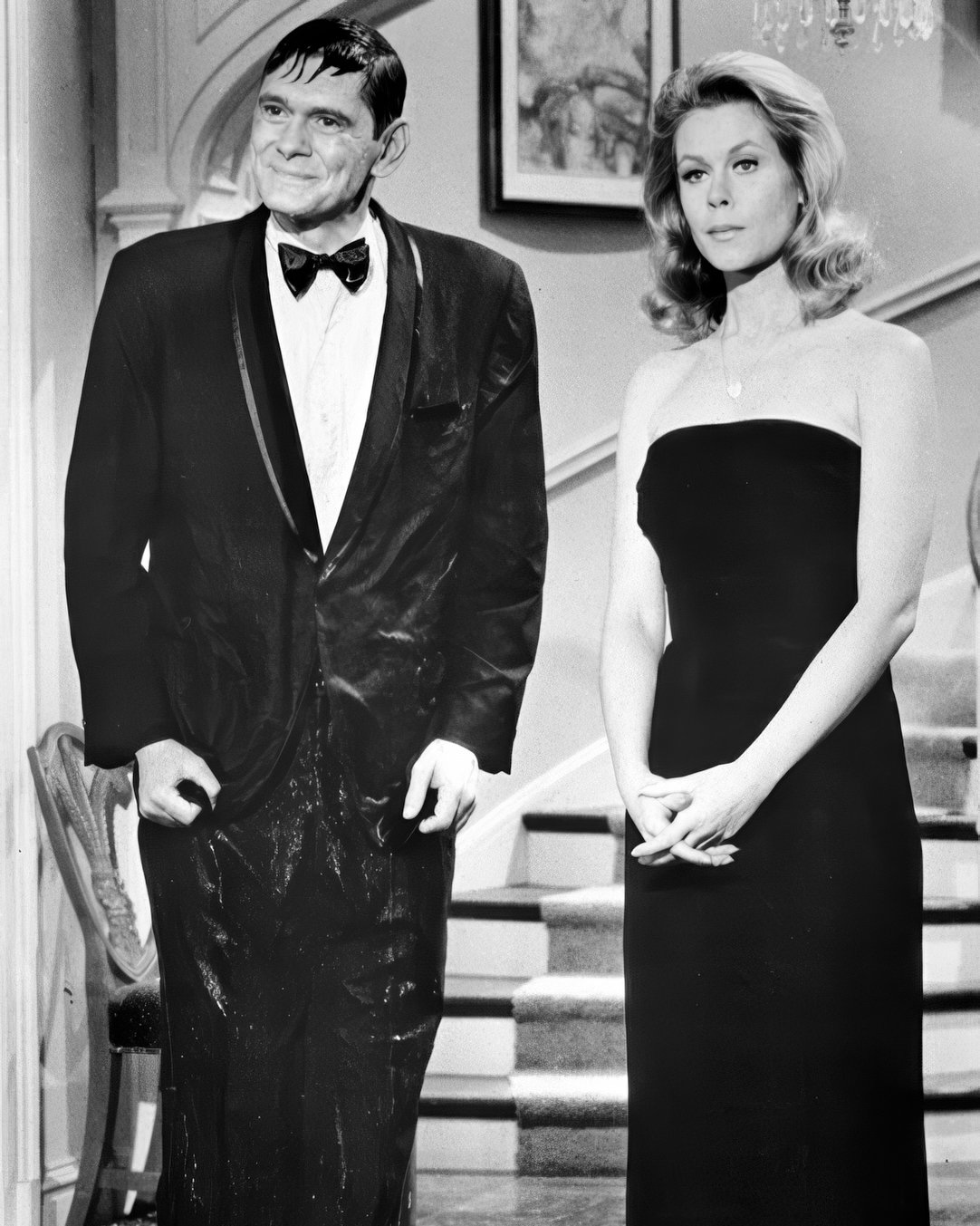
Dick York și Elizabeth Montgomery (1968)

O frumoasă vrăjitoare pe nume Samantha (Elizabeth Montgomery) se întâlnește și se căsătorește cu un muritor pe nume Darrin Stephens (inițial Dick York, mai târziu Dick Sargent). În timp ce Samantha respectă dorințele lui Darrin de a deveni o gospodină normală din suburbii, familia ei magică dezaprobă căsătoria mixtă și se amestecă frecvent în viața cuplului. Episoadele încep adesea cu Darrin devenind victima unei vrăji, ale cărei efecte fac ravagii muritorilor precum șeful, clienții, părinții și vecinii lui. În epilog, însă, Darrin și Samantha se îmbrățișează cel mai adesea, depășind elementele viclene care nu au reușit să le despartă. Vrăjitoarele și vrăjitorii trăiesc foarte mult; în timp ce Samantha pare a fi o femeie tânără, multe episoade sugerează că ea are de fapt sute de ani. Pentru a-și păstra societatea secretă, vrăjitoarele evită să-și arate puterile în fața altor muritori în afară de Darrin. Cu toate acestea, efectele vrăjilor lor – și încercările lui Samantha de a-și ascunde originea supranaturală de muritori – formează intriga majorității episoadelor. Vrăjitoarele și vrăjitorii folosesc de obicei gesturi fizice împreună cu incantațiile lor. Pentru a face magie, Samantha își mișcă adesea nasul și buzele pentru a crea o vrajă. Efectele vizuale speciale sunt însoțite de muzică pentru a evidenția o astfel de acțiune.

## Cadru
Cadrul principal pentru majoritatea episoadelor este casa familiei Stephen aflată la 1164 Morning Glory Circle, într-un cartier din clasa mijlocie superioară, aflat fie în Westport, Connecticut, fie în Patterson, New York⁠(d), după cum apar indicii contradictorii de-a lungul serialului. Multe scene au loc și la agenția de publicitate fictivă din Madison Avenue McMann and Tate, unde lucrează Darrin.

## Personaje

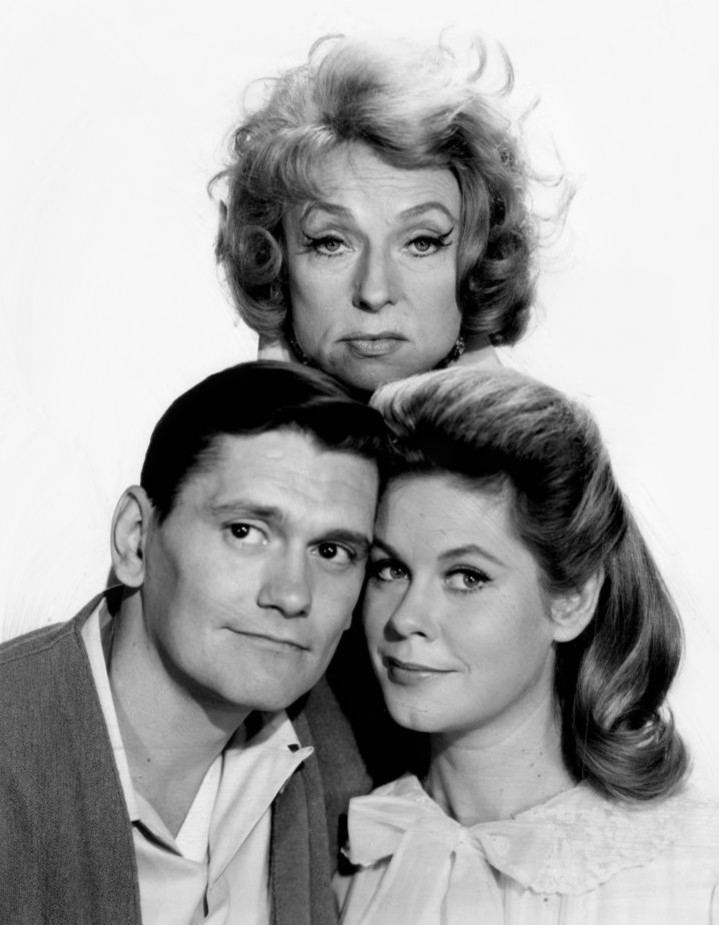
Dick York, Elizabeth Montgomery (în față) și Agnes Moorehead (spate) ca Darrin, Samantha și respectiv Endora

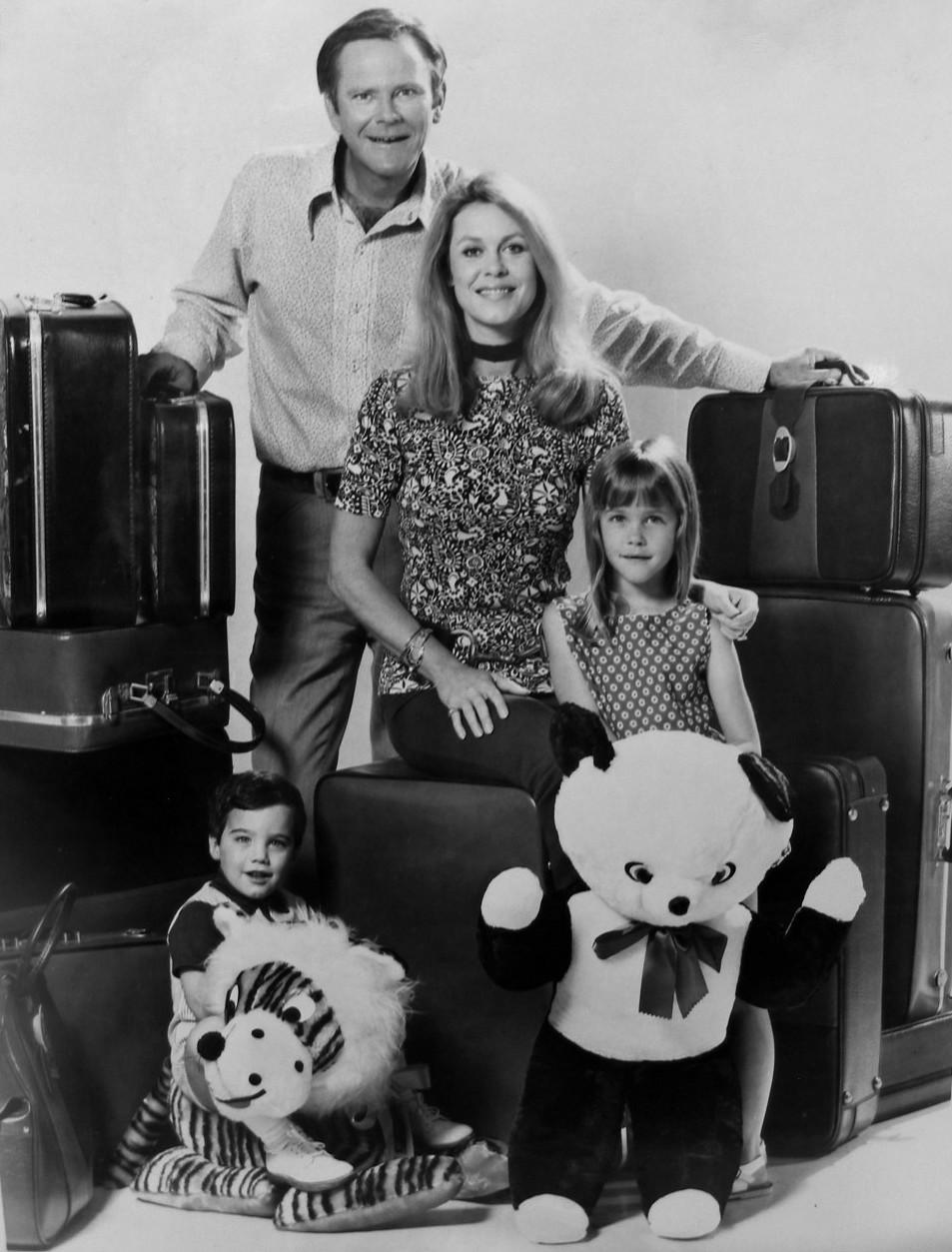
În sensul acelor de ceasornic: Dick Sargent, Elizabeth Montgomery, Erin Murphy și David Lawrence în timpul ultimului sezon (1971–1972)

- Elizabeth Montgomery - Samantha Stephens
- Dick York (sezoanele 1–5), Dick Sargent (sezonul 6–8) - Darrin Stephens
- Agnes Moorehead - Endora
- David White (rol secundar în sezoanele 1–5, rol principal în sezoanele 6–8) - Larry Tate

În timpul transmisiei sale, serialul a avut o serie de schimbări majore în distribuție, adesea din cauza bolii sau a morții actorilor.

## Precursori
Inspirațiile creatorului Sol Saks pentru această serie  au fost filmul Nevasta-mea vrăjitoarea (I Married a Witch ,1942), bazat pe romanul neterminat al lui Thorne Smith⁠(d) Vrăjitoarea pasionată (The Passionate Witch) și piesa de teatru de pe Broadway a lui John Van Druten⁠(d) Abracadabra (Bell, Book and Candle), care a fost adaptată ca un film în 1958⁠(d).
În Nevasta-mea vrăjitoarea, Wallace Wooley (Fredric March) este un descendent al celor care au executat vrăjitoare în cadrul proceselor vrăjitoarelor din Salem. Ca răzbunare, o vrăjitoare ( Veronica Lake) îi pregătește o poțiune de dragoste. Ea ajunge să-și consume propria poțiune și să se îndrăgostească de inamicul ei. Tatăl ei este împotriva acestei uniuni. În filmul Abracadabra din 1958, vrăjitoarea modernă Gillian Holroyd (Kim Novak) aruncă o vrajă de dragoste asupra lui Shep Henderson (James Stewart) pentru a avea o simplă aventură cu el, dar ea se îndrăgostește cu adevărat de bărbat. 
Ambele filme erau proprietatea Columbia Pictures, care deținea și Screen Gems⁠(d), compania care a produs Bewitched.